# Arrangement de reconnaissance mutuelle
Pour les articles homonymes, voir Arrangement (homonymie) et ARM.
Un arrangement de reconnaissance mutuelle (ARM) est une expression définissant des ententes signées entre deux ou plusieurs entités étrangères (gouvernements, ordres professionnels, etc.) afin de faciliter et d'alléger le processus administratif nécessaire pour exercer une activité ou une profession dans un autre État ou territoire. 
Dans certains cas, il peut en découler des accords menant à des équivalences, des homologations ou des nostrifications (ex. pour des titres académiques étrangers).

## Exemples d'ententes entre États étrangers
Entente France-Québec sur la reconnaissance mutuelle des qualifications professionnelles
Ces arrangements de reconnaissance mutuelle (ARM) facilitent l'accès réciproque au marché du travail de diplômés français et québécois dans des domaines professionnels et techniques spécifiques. 
Lorsqu'un organisme (ministère, ordres ou collèges professionnels, etc.) réglemente un secteur d'activités et requiert des aspirants professionnels d'en être membres, ces ententes peuvent permettre une admission directe ou simplifiée à cette entité.
De plus, dans le cas des diplômés français, ceux-ci peuvent, dans la plupart des cas, se prévaloir d'un processus d'immigration simplifié au Québec à titre de travailleur permanent (travailleur qualifié) s'ils sont admis depuis l'étranger à un ordre professionnel en vertu d'un ARM et qu'ils en font la preuve auprès du ministère québécois responsable de l'immigration lors du dépôt de leur demande d'immigration. Leur diplôme français est alors considéré comme un diplôme du Québec (plutôt qu'un diplôme étranger) lorsqu'il est question d'attribuer un pointage à la formation reconnue réussie en France,.
| Organisme québécois                                                                      | Diplôme québécois                                                                   | Organisme français | Diplôme français |
| ---------------------------------------------------------------------------------------- | ----------------------------------------------------------------------------------- | --- | --- |
| Ordre des ingénieurs du Québec (OIQ)                                                     | Baccalauréat en génie (DÉC+4 ans; diplôme universitaire)                            | Commission des titres d'ingénieur (CTI)                                                                               | Diplôme d'ingénieur (BAC+5 ans; diplôme visé, habilité par la CTI |
| Ordre des infirmières et des infirmiers du Québec (OIIQ)                                 | Baccalauréat en sciences infirmières (DÉC+3 ans; diplôme universitaire)             | Ordre national des infirmiers (ONI)                                                                                   | Diplôme d'État d'infirmier (DEI) (BAC+3 ans; diplôme visé) |
| Collège des médecins du Québec (CMQ)                                                     | Doctorat de premier cycle en médecine (DÉC+5 ans; diplôme universitaire)            | Conseil national de l'Ordre des médecins                                                                              | Diplôme d'État de docteur en médecine (BAC+6 à BAC+9; diplôme visé) |
| Ordre des administrateurs agréés du Québec(OAAQ)                                         | Baccalauréat, bachelor degree en administration (DÉC+3 ans; diplôme universitaire)  | Ministère de l'Enseignement supérieur et de la Recherche (MESR)                                                       | Licence (BAC+3 ans; diplôme visé) ou Master (BAC+5 ans; diplôme visé) en gestion ou en administration Diplôme d'une école supérieure de gestion ou de commerce (grade de master; diplôme visé) |
| Ordre des travailleurs sociaux et thérapeutes conjugaux et familiaux du Québec (OTSTCFQ) | Baccalauréat en service social ou travail social (DÉC+3 ans; diplôme universitaire) | Ministère des Affaires sociales et de la Santé (MASS)                                                                 | Diplôme d'État d'assistant de service social (DEASS) (BAC+3 ans; diplôme visé) |
| Ordre professionnel des technologistes médicaux du Québec (OPTMQ)                        | Diplôme d'études collégiales (DÉC) en Technologie d’analyses biomédicales (3 ans)   | Ministère de l'Enseignement supérieur et de la Recherche (MESR) Ministère des Affaires sociales et de la Santé (MASS) | Diplôme d'État (DE) ou Brevet de technicien supérieur (BTS) en analyses biomédicales / analyses de biologie médicale (BAC+2 ans; diplôme visé)                                                 |